# جان پ هموند
جان پ هموند (انگلیسی: John P. Hammond؛ زادهٔ ۱۳ نوامبر ۱۹۴۲) یک موسیقی‌دان اهل ایالات متحده آمریکا است. وی از سال ۱۹۶۲ میلادی تاکنون مشغول فعالیت بوده‌است.